# Joseph-Wenceslas (prince de Liechtenstein)
Joseph Wenzel de Liechtenstein, né le 9 août 1696 et mort le 10 février 1772, est deux fois prince souverain de Liechtenstein : la première de 1712 à 1718, et la seconde de 1748 à sa mort en 1772.

## Biographie
Né à Prague, il est le fils de Philippe-Érasme de Liechtenstein et de Christiane de Lœwenstein-Wertheim-Rochefort (12 octobre 1665 - 14 avril 1730).
Joseph est d'abord un chef de guerre habile et victorieux. De 1716 à 1718 il sert comme lieutenant-colonel dans l'armée du prince Eugène contre l'Empire ottoman (guerre vénéto-austro-ottomane) ; dans la guerre de Succession de Pologne il devient en 1734 lieutenant-generalfeldmarschall.
De 1735 à 1736, il est envoyé impérial de Charles VI à Berlin et il est ambassadeur à Paris entre 1738 et 1741. Amateur d'art, il y acquiert dix œuvres de Chardin, dont trois pastels.
En 1745, il est nommé généralissime en Italie et gagne l'année suivante l'importante bataille de Plaisance dans le cadre de la guerre de Succession d'Autriche. En 1753, il est nommé général commandant-en-chef en Hongrie. Une des plus grandes réussites de sa carrière est la réorganisation de l'artillerie de la monarchie de Habsbourg, financée en partie sur sa propre fortune.
En 1760, il escorte Isabelle de Bourbon-Parme, la future femme de l'empereur Joseph II, depuis Parme à Vienne.

### Mariage et descendance
En 1718, il épouse sa cousine Anne-Marie de Liechtenstein (1699-1753), fille d'Antoine-Florian de Liechtenstein. Ils ont cinq enfants dont aucun n'a survécu.

### Distinction
- chevalier de l'ordre de la Toison d'or

### Portraits
Deux portraits de lui ont été peints en 1740 par Hyacinthe Rigaud, l'un et l'autre conservés dans les collections princières, à Vienne, au musée Liechtenstein, dans le palais Liechtenstein.
L'un, de format 145 cm x 115 cm, le représente à mi-corps. L'autre de format 82 cm x 65 cm, le représente en pied.